# Say My Name (canção de David Guetta, Bebe Rexha e J Balvin)
"Say My Name" é uma canção do disc jockey (DJ) francês David Guetta, da cantora norte-americana Bebe Rexha e do cantor colombiano J Balvin. Foi lançada em 26 de outubro de 2018 através da What a Music, Parlophone, Warner Bros. e Atlantic Records como nono single do sétimo álbum de estúdio de Guetta, 7.

## Antecedentes
A canção foi anunciada como uma parceria entre Demi Lovato e J Balvin no Spotify Latin America em julho de 2018. Com o anuncio do álbum, Guetta confirmou que Bebe Rexha e J Balvin fariam a colaboração, com Rexha substituindo Demi. "Say My Name" marca a terceira parceria entre Guetta e Rexha, após "Hey Mama" e "Yesterday" lançadas no sexto álbum de Guetta, Listen (2014).

## Vídeo musical
O vídeo musical foi lançado em 20 de novembro de 2018. Dirigido por Hannah Lux Davis, o vídeo intercala Bebe em uma floresta tropical e uma festa junto com Guetta e Balvin.

## Faixas e formatos
| Descarga digital |                                           |         |  |
| N.º              | Título                                    | Duração |  |
| 1.               | "Say My Name" (com Bebe Rexha e J Balvin) | 3:18    |  |

## Desempenho nas tabelas musicais
| Chart (2018–19)                                       | Maior posição |
| ----------------------------------------------------- | ------------- |
| Alemanha (Official German Charts)                     | 34            |
| Argentina (Argentina Hot 100)                         | 50            |
| Austrália (ARIA)                                      | 70            |
| Áustria (Ö3 Austria Top 40)                           | 33            |
| Bélgica (Ultratop 50 de Flanders)                     | 31            |
| Bélgica (Ultratop 40 de Valônia)                      | 10            |
| Canadá (Canadian Hot 100)                             | 65            |
| Colômbia (National-Report)                            | 65            |
| Eslováquia (Singles Digital Top 100)                  | 66            |
| Eslováquia (Rádio Top 100)                            | 46            |
| Espanha (PROMUSICAE)                                  | 32            |
| Estados Unidos (Billboard Hot Dance/Electronic Songs) | 10            |
| Finlândia (Suomen virallinen lista)                   | 13            |
| França (SNEP)                                         | 12            |
| Grécia (IFPI)                                         | 53            |
| Hungria (Dance Top 40)                                | 14            |
| Hungria (Single Top 40)                               | 15            |
| Hungria (Stream Top 40)                               | 18            |
| Irlanda (IRMA)                                        | 58            |
| Países Baixos (Dutch Top 40)                          | 7             |
| Países Baixos (Single Top 100)                        | 10            |
| Nova Zelândia (RMNZ)                                  | 10            |
| Noruega (VG-lista)                                    | 37            |
| Polônia (Polish Airplay Top 100)                      | 17            |
| Portugal (AFP)                                        | 50            |
| Reino Unido (Official Charts Company)                 | 91            |
| Reino Unido (UK Dance Chart)                          | 12            |
| República Checa (Singles Digital Top 100)             | 80            |
| Romênia (Airplay 100)                                 | 2             |
| Russia (Tophit)                                       | 43            |
| Suécia (Sverigetopplistan)                            | 30            |
| Suíça (Schweizer Hitparade)                           | 14            |

| Chart (2018)                 | Posição |
| ---------------------------- | ------- |
| Países Baixos (Dutch Top 40) | 89      |

## Histórico de lançamento
| Região | Data                  | Formato(s)                  | Gravadora(s) |
| ------ | --------------------- | --------------------------- | ------------ |
| Mundo  | 26 de outubro de 2018 | Download digital, streaming | What a Music |
| Itália | 3 de dezembro de 2018 | Contemporary hit radio      | Warner Bros. |